# E My Sports
«E My Sports» (с англ. — «Мой киберспорт») — семнадцатая серия тридцатого сезона мультсериала «Симпсоны». Впервые вышла 17 марта 2019 года в США на телеканале «Fox».

## Сюжет
Семья Симпсонов мирно играет в настольные игры с Пэтти и Сельмой в дождливый день, что им всем кажется странным. Однако они осознают, что это вызвано отсутствием Барта.
Гомер говорит, что наказал его за то, что из-за него их выгнали с буфета. Когда Мардж спрашивает Гомера, как он его наказал, тот признается, что купил Барту самый дорогой игровой компьютер, чтобы отвлечь его, пока они не перестанут нести за него ответственность. Барт играет в MOBA-игру «Конфликт врагов» с Милхаусом, Софи (дочерью Красти), Нельсоном и Мартином.
На настаивании Мардж Гомер пытается заставить Барта играть меньше, но когда узнает, что они играют за приз в размере 1000 долларов, то отступает. Команда побеждает, и Гомер делит между всеми выигрыш и даёт совет: «уходи, пока ты впереди», но узнав, что они прошли квалификацию на турнир с главным призом в 500 000 долларов, он позволяет Барту продолжить игру.
Гомер становится тренером команды. Он убеждает Мардж позволить Барту продолжить игру и нанимает эксперта по видеоиграм, чтобы повысить навыки команды в игре. Гомеру снится сон, в котором он вступает в клуб отцов детей, известных спортсменов.
Команда обыгрывает команду Канады в столице и проходит на чемпионат мира в Сеуле. Узнав, что Гомер и Барт собираются в Южную Корею, Лиза умоляет Мардж взять ее с собой в Сеул, видя возможность осуществить свое желание посетить буддийский храм Джогьеса. Мардж говорит, что они тоже поедут.
Прилетев в Корею, Гомер говорит Милхаусу уйти из команды, чтобы его можно было заменить более сильным игроком. Позже Гомер, Мардж, Мэгги и Лиза посещают храм. В храме Лиза отводит семью в монастырь, чтобы те избавились от привязки к материальному и нашли внутренний Дзэн. В монастыре Лиза заставляет семью создать соляные мандалы, а после уничтожает их. Гомер кажется, достигает просветления… осознав бесполезность материальной прибыли. Поэтому он решает, чтобы другие тоже это «поняли».
Во время чемпионата Спрингфилдская команда «Evergreen Terrors» борется против бразильской команды «Brazilian Blowouts». Но просветлённый Гомер саботирует турнир, отключив стадион от электроэнергии. Матч отменяется, а на стадионе начинается хаос.
В самолёте разгневанные товарищи по команде обвиняют Барта во всем. А Лиза пытается объяснить Гомеру, что он не до конца понял эту религию, но ему всё равно.
В сцене во время титров Гомер засыпает в самолёте и ему снится сон, что клуб отцов успешных детей отвергает его.

## Производство
В интервью изданию The Verge сценарист серии Роб Лазебник рассказал: «Я помню, что читал где-то, что около восьмидесяти миллионов человек просматривало сезонный Чемпионат мира League of Legends, что больше, чем финал НБА. Я также смотрел документальный фильм «Бесплатная игра», и все почувствовали, что это готово для «Симпсонификации» истории о геймерах… Мы также немного повеселились шутя над некоторыми стереотипами относительно геймеров, как, например, когда комментатор говорил о том, что Барт не дал GG другой команде».

## Культурные отсылки и интересные факты
- Игра Conflict of Enemies, в которую играют персонажи, является пародией на такие игры, как League of Legends и Dota 2[2].

## Отзывы
Во время премьеры серию просмотрели 2,08 млн человек с рейтингом 0.8, что сделало ее вторым самым популярным шоу на канале Fox той ночью, после «Закусочной Боба».
Деннис Перкинс из The A.V. Club дал серии оценку B-, сказав, что серия «избегает большинства наиболее очевидных подводных камней, о которых говорит такой сюжет».
Тони Сокол из Den of Geek дал серии 4 звезды из 5. Он назвал этот эпизод «грозным и дальновидным».
Сайт «Bubbleblabber» оценил серию на 9/10.